# Roberto Russo (drammaturgo)
Roberto Russo (Napoli, 3 marzo 1960) è un drammaturgo italiano.

## Biografia
Dopo una lunga esperienza in network nazionali e alla Rai, come conduttore radiofonico e programmista regista, Roberto Russo approda nel 1993 alla scrittura teatrale e nel’95, con Neroluce è uno dei vincitori del Laboratorio del Piccolo Teatro di Milano – Teatro d’Europa. Fondamentali per la sua formazione sono stati gli incontri con Giorgio Strehler nel ’95, e con Franco Carmelo Greco, Professore Ordinario di Storia del Teatro alla Facoltà di Lettere dell’Università di Napoli.
Applicando alla sua scrittura scenica lo schema della Tripartizione Eduardiana (Soggetto, Sceneggiatura e Dialogo) spazia dall’uso della lingua napoletana all’Italiano, variando tematiche, argomenti ed epoche e prediligendo, di fondo, un’approfondita analisi socio-psicologico-sentimentale dei personaggi e degli argomenti storici trattati.
Le linee direttrici della sua ispirazione toccano il Teatro Civile in opere come Il Re del 1998, La Camorra sono io del 2007, e Silvia ed i suoi colori del 2014 (tutti inseriti e reperibili nella Biblioteca Digitale sulla Camorra della Facoltà di Filologia della Federico II), ma anche il Teatro Storico-Sociale con una spiccata predilezione per avvenimenti collegati alla storia di Napoli (Muricena, Coda ‘e lacerta e Il Grande Cirillo ambientati durante la Repubblica Napoletana del 1799; Smatamorfea sulla peste del 1656; La Rosa non ci ama sulla vicenda del Principe di Venosa, Carlo Gesualdo, e di sua moglie Maria d'Avalos del 1590) fino ad un Teatro Surreale ed Intimista (Bassa marea, Le ombre, Neroluce, Il tempo supplementare ed altri) con il quale si addentra nel cupo cono d’ombra di una borghesia carnefice/vittima di convenzioni e cliché.
Di rilievo nelle sue opere è anche la ricerca sull’uso della lingua napoletana che passa dallo slang di alcuni testi, a forme dialettiche auliche e costruite di altri componimenti. Da sottolineare che proprio all’incrocio fra Nuovo Teatro e Teatro di Tradizione, il suo ‘O schiaffo, rilettura integrale della sceneggiata degli anni ’30 di Vitale, inaugura nell’autunno del 2006 il Teatro Trianon Viviani di Napoli.
Nel suo teatro la ricerca del lirismo è proposta come via di salvezza contrapposta ad una omologazione che appiattisce esistenze e creatività (Chapeau! del 2017 e La fine del Mondo del 2020)
Molteplici le sue collaborazioni: dal saggista Saul Gerevini, dai cui studi trae spunto per due testi incentrati sulla Questione Shakespeariana (Johannes Factotum del 2015, Will non era Shakespeare del 2020), all’attore Agostino Chiummariello, regista ed interprete di molti suoi lavori, a Riccardo Polizzy Carbonelli, interprete nel 2012 di Mortal Kabaret, tratto dal Mein Kampf di Hitler, per la regia di Fabrizio Bancale e presentato a Benevento Città Spettacolo, a Irma Ciaramella e Francesco Cordella, interpreti de Il tempo supplementare, fino a Cloris Brosca interprete de La Rosa non ci ama nel 2019 e a Evelina Nazzari e Gaia Riposati interpreti nel 2011 di Bassa Marea per la regia di Bancale.
Dal 2017 è sorto un connubio artistico con il regista ed interprete Gianni De Feo che ha prodotto la messa in scena di Chapeu!, de La Rosa non ci ama e de La fine del Mondo nel 2020.

## Premi e riconoscimenti
| NEROLUCE                | Laboratorio Drammaturgia Piccolo Teatro                |  | Vincitore 1995   |
| ESERCIZI DEL GIORNO     | Premio Studio 12 di Roma                               |  | Finalista 1996   |
| VISITE FUORI ORARIO     | Premio Flaiano                                         |  | Segnalato 1997   |
|                         | Fondi La Pastora                                       |  | Finalista 1997   |
|                         | Premio Rosso di san Secondo                            |  | Segnalato 1997   |
|                         | Selezionato dall’OUTIS                                 |  | 1999             |
| LE OMBRE                | Fondi La Pastora                                       |  | Finalista 1998   |
| LE MANI APERTE          | Il Garofano Verde                                      |  | Selezionato 2001 |
| “ROSSO!”                | Premio SportOpera                                      |  | Vincitore 2005   |
| CONFITEOR               | Schegge d’Autore Roma                                  |  | Vincitore 2006   |
|                         | Festival Corti Teatrali di Mompeo                      |  | Vincitore 2006   |
| LA CAMORRA SONO IO      | Menzione Speciale Premio Elsa Morante Isola di Procida |  | 2007             |
| SILVIA ED I SUOI COLORI | Bando Micro Progettazione Prov. Di Caserta             |  | Vincitore 2014   |

## Pubblicazioni
- Alla fine del viale (da La Ferita) – Ed. Ad est dell’equatore – 2009

- La Camorra sono io – Graus Editore – 2007

- Il teatro di Roberto Russo Vol. 1 – Guida Editore - 2018